# منتئو-سور-ناهون
منتئو-سور-ناهون (به فرانسوی: Menetou-sur-Nahon) یک کمون در فرانسه است که در اندر واقع شده‌است. منتئو-سور-ناهون ۶٫۹۸ کیلومتر مربع مساحت و ۱۲۰ نفر جمعیت دارد و ۶۰ متر بالاتر از سطح دریا واقع شده‌است.